# 加斯塔謝文德山

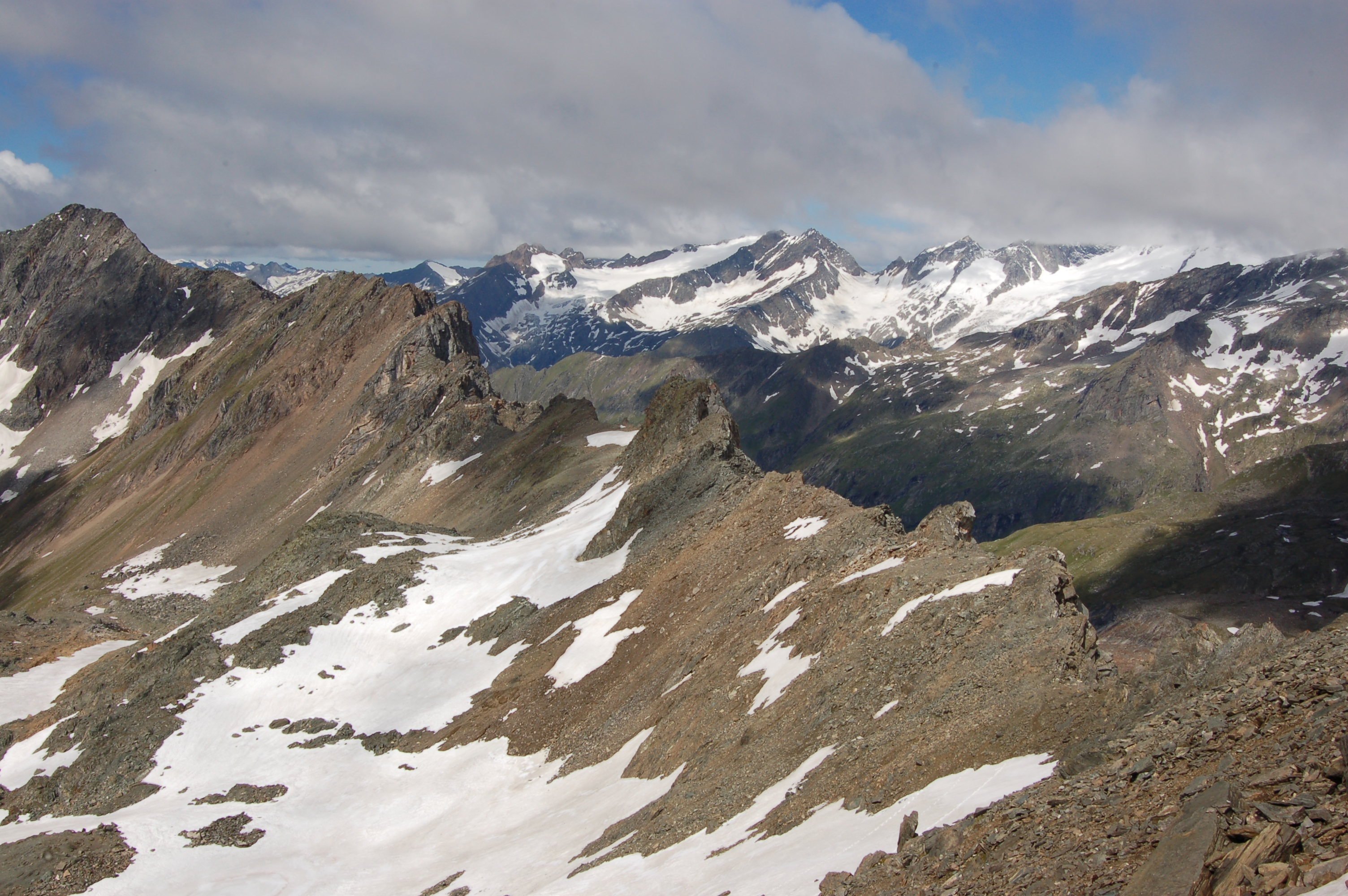

47°03′57″N 12°22′10″E / 47.065879°N 12.369383°E
加斯塔謝文德山（德語：Gastacher Wände），是奧地利的山峰，位於該國西部，由蒂羅爾州負責管轄，屬於維內迪傑山脈的一部分，海拔高度3,087米，每年平均降雨量1,971毫米。